# Изоцитозин
Изоцитозин, или 2-аминоурацил, — органическое соединение, пиримидиновое азотистое основание, изомер цитозина. Используется в комбинации с изогуанином, с которым образует 3 водородные связи благодаря комплементарности с последним, при исследовании искусственных аналогов нуклеиновых кислот, образующих спаренные основания в структуре ДНК

Спаренные основания изогуанин-изоцитозин.

## Синтез
Изоцитозин может быть синтезирован из гуанидина и яблочной кислоты:

Синтез изоцитозина из яблочной кислоты и гуанидина.